# Adikehosur, Haliyal
Adikehosur là một làng thuộc tehsil Haliyal, huyện Uttara Kannada, bang Karnataka, Ấn Độ.